# Boulder (Colorado)
Boulder egy város az USA-ban, Colorado államban. A Boulder megye központja. Lakosainak száma 108 250 fő (2020. április 1.).

## Népesség
A település népességének változása:

| 2010 | 97 385  |
| 2020 | 108 250 |